# Plectaneia rhomboidalis
Plectaneia rhomboidalis är en oleanderväxtart som beskrevs av Jumelle och Perrier. Plectaneia rhomboidalis ingår i släktet Plectaneia och familjen oleanderväxter. Inga underarter finns listade i Catalogue of Life.